# Etichetta isobarica per la quantificazione relativa e assoluta

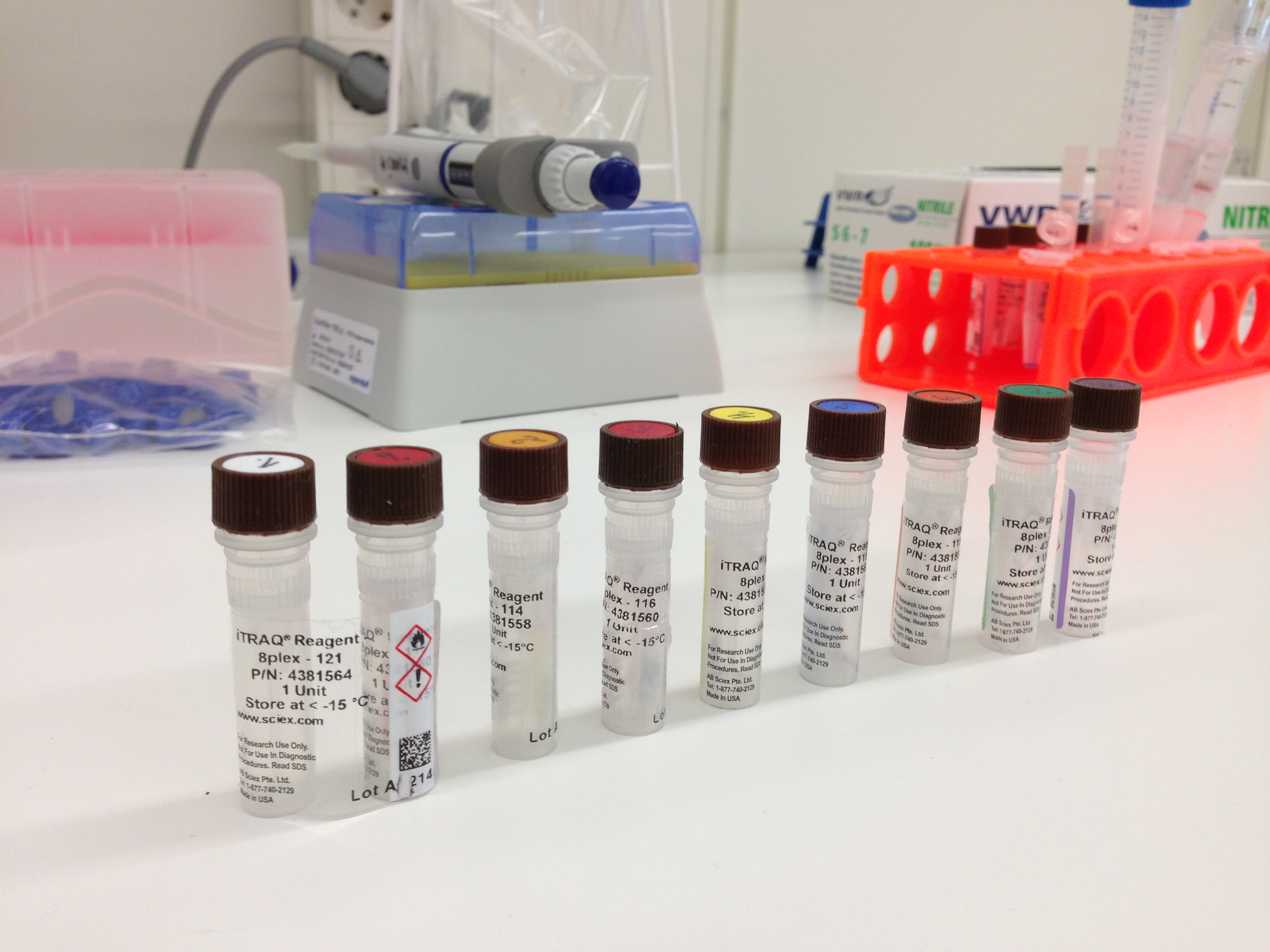
8plex iTRAQ kit

L'etichetta isobarica per la quantificazione relativa e assoluta (in inglese: Isobaric Tags for Relative and Absolute Quantitation, acronimo iTRAQ) è un approccio di marcatura isobarica adoperata in proteomica quantitativa. Con l'utilizzo di una spettrometria di massa tandem viene effettuata una quantificazione comparativa di proteine provenienti da campioni differenti attraverso un unico esperimento.
Sfrutta degli isotopi non radioattivi che possono essere legati covalentemente all'estremità N-terminale e sulle catene laterali a livello di residui amminici.

## Procedura
Il metodo ITRAQ è basato sulla ligazione covalente di etichette con diversa massa all'estremità N-terminale e sulle catene laterali a livello di residui amminici di peptidi ottenuti mediante la digestione del proteoma. Attualmente esistono due reagenti principali adoperati: 4-plex e 8-plex, che possono marcare tutti i tipi di peptidi provenienti anche da campioni differenti.
Questi campioni sono poi mescolati assieme e separati attraverso una cromatografia liquida e analizzati in una spettrometria di massa in tandem (MS/MS). Una ricerca in silico su database, mediante i dati di frammentazione, permette di identificare i peptidi marcati e, dunque, le proteine corrispondenti. 
La frammentazione dell'etichetta genera uno ione reporter di massa a basso peso molecolare che può essere sfruttato per quantificare in maniera relativa i peptidi e le proteine da cui sono stati generati. In altre parole dal momento che la quantificazione relativa assume utilità quando dobbiamo valutare la differente espressione proteomica da due campioni, tramite la comparazione dei livelli di ione reporter presenti potrò riconoscere quale campione possiede tale proteina in quantità maggiore.

## Valutazione dei dati
I segnali degli ioni reporter di ciascuno spettro MS/MS permettono di calcolare l'abbondanza relativa (Ratio) dei peptidi identificati attraverso questo spettro. Il dato che riguarda l'abbondanza degli ioni reporter potrebbe includere più di un solo segnale, pertanto essi dovranno essere in qualche modo integrati in un istogramma.
Gli spettri MS/MS vengono generalmente analizzati da software gratuiti di deconvoluzione: i-Tracker e jTraqX.